# Campoplex pygmaeus
Campoplex pygmaeus là một loài tò vò trong họ Ichneumonidae.